# Rhythm Nation
A Rhythm Nation Janet Jackson amerikai pop- és R&B-énekesnő második kislemeze negyedik, Rhythm Nation 1814 című albumáról. Szövegét Jackson írta, Jimmy Jam és Terry Lewis szerezte a zenét, amihez részletet használtak fel a Sly & the Family Stone Thank You (Falettinme Be Mice Elf Agin) című számából. A dal témája az, hogy a zene segítségével az emberek összefoghatnak a társadalmi igazságtalanságok ellen.

## Fogadtatása
A dal egyike a Rhythm Nation 1814 album azon hét kislemezének, melyek mind a Top 5-be kerültek a Billboard Hot 100-on, rekordot döntve. A Billboard Hot 100-on a 2., az R&B-slágerlistán az első helyig jutott 1989/90 telén.
A dal két American Music Awardot és egy Soul Train Awardot nyert, valamint elnyerte a BMI Pop Awardot is.

## Videóklip és remixek
A dal videóklipje a Miss You Muchéhoz hasonlóan fekete-fehér, és Dominic Sena rendezte, koreográfusai Anthony Thomas és Terry Bixler. A klip egyben a Rhythm Nation 1814 rövidfilm vége is. A klip elhagyatott gyárépületben játszódik, és felhasználnak benne olyan technológiát, amit Michael Jackson is használt a Captain EO-ban. Az 1990-es MTV Video Music Awards díjkiosztón elnyerte a legjobb koreográfiának járó díjat és jelölést kapott legjobb dance videóklip kategóriában; Jackson megkapta a MTV Video Vanguard Awardot is.
A VH1 által összeállított 100 legjobb videóklip listáján a 37., az MTV által összeállítotton a 44. lett.

### Hivatalos remixek, változatok listája
- Album version (5:31)
- 7" Edit (4:28)
- 7" CHR Remix (4:06)
- 7" House Nation Edit (4:34)
- 12" House Nation Mix (4:48)
- House Nation Groove (6:42)
- 7" United Edit (4:22)
- 12" United Mix (6:35)
- 12" United Dub (6:09)
- Design of a Decade International Edit (4:27)
- Design of a Decade US Edit (5:58)
- Instrumental (4:44)
- Rhythm Mix (4:48)

## Változatok[1]
| 7" kislemez (USA) 1. Rhythm Nation (7" Edit) 2. Rhythm Nation (7" Edit) 7" kislemez (USA, Japán, Franciaország, Ausztrália) Mini CD (Japán) Kazetta (Egyesült Királyság) 1. Rhythm Nation (7" Edit) 2. Rhythm Nation (Instrumental) 7" kislemez (Egyesült Királyság) 1. Rhythm Nation (7" Edit) 2. Rhythm Nation (7" CHR Remix) 12" maxi kislemez (Egyesült Királyság) 1. Rhythm Nation (12" House Nation Mix) 2. Rhythm Nation (12" United Mix) 3. Rhythm Nation (United Dub) 12" maxi kislemez (USA, Németország, Japán) 1. Rhythm Nation (12" United Mix) 2. Rhythm Nation (United Dub) 3. Rhythm Nation (7" Edit) 4. Rhythm Nation (12" House Nation Mix) 5. Rhythm Nation (House Nation Groove) 6. Rhythm Nation (Instrumental) | CD kislemez (Egyesült Királyság) 1. Rhythm Nation (7" Edit) 2. Rhythm Nation (12" House Nation Mix) 3. Rhythm Nation (12" United Dub) CD maxi kislemez (USA, Németország) 1. Rhythm Nation (7" Edit) 2. Rhythm Nation (7" United Edit) 3. Rhythm Nation (12" United Mix) 4. Rhythm Nation (Instrumental) CD maxi kislemez (Japán) 1. Rhythm Nation (7" Edit) 2. Rhythm Nation (12" United Mix) 3. Rhythm Nation (12" House Nation Mix) 4. Rhythm Nation (House Nation Groove) 5. Rhythm Nation (United Dub) 6. Rhythm Nation (7" CHR Remix) 7. Rhythm Nation (7" United Mix Edit) 8. Rhythm Nation (7" House Nation Edit) 9. Rhythm Nation (Album version) 10. Rhythm Nation (Instrumental) 11. Rhythm Nation (Rhythm Mix) Kazetta (USA) 1. Rhythm Nation (7" Edit) 2. You Need Me 3. Rhythm Nation (Instrumental) |

## Helyezések
| Slágerlista (1989)                               | Legmagasabb helyezés |
| ------------------------------------------------ | -------------------- |
| USA Billboard Hot 100                            | 2                    |
| USA Billboard Hot 100 Airplay                    | 2                    |
| USA Billboard Hot R&B/Hip Hop Singles & Tracks   | 1                    |
| USA Billboard Hot Dance Music/Club Play          | 1                    |
| USA Billboard Hot Dance Music/Maxi-Singles Sales | 1                    |
| USA ARC Weekly Top 40                            | 1                    |
| Ausztrál ARIA Top 50                             | 56                   |
| Belga kislemezlista (Flandria)                   | 24                   |
| Brit kislemezlista                               | 23                   |
| Holland Top 40                                   | 11                   |
| Ír kislemezlista                                 | 19                   |
| Kanadai kislemezlista                            | 2                    |
| Német kislemezlista                              | 83                   |
| Svájci kislemezlista                             | 22                   |
| Új-zélandi kislemezlista                         | 17                   |

| Év végi slágerlista (1990) | Helyezés |
| -------------------------- | -------- |
| USA Billboard Hot 100      | 38       |